# 文杰
文杰（1852年—1914年），字星鹑、心存，号炳南，姓吴氏，辽宁省辽阳市人，隶盛京汉军镶白旗籍。清朝政治人物、进士出身。
光绪乙亥（1875年）恩科举人，光绪二十四年，登进士。分任山西知县，官至兵部主事。擅长书法。